# Пелайо
Пела́йо (Пелаги́й; исп. Pelayo, лат. Pelagius, астур. Pelayu; ок. 690—737) — вестготский аристократ, король Астурии, правивший в 718—737 годах.
Происхождение Пелайо остаётся невыясненным, мнения историков по этому вопросу расходятся. Готские хроники называют его «благородным готом». В завещании Альфонсо III (869 год) говорится, что король передаёт священнику Сиснандо церковь Санта-Мария-де-Тенсьяна (парокия Тиньяна, муниципалитет Сьеро), которую его дядя Альфонсо II получил от прадеда Пелайо. Таким образом, этот документ даёт территориальную привязку имени Пелайо к центральной части Астурии, но не позволяет определить место более точно.
Пелайо замедлил продвижение мусульман на север Пиренейского полуострова и положил начало Реконкисте. Считается, что он основал Астурийское королевство, хотя недавние археологические исследования дают основания полагать, что скорее это была некая группа людей, объединённых одним лидером. Во всяком случае, имеется указание на то, что астурийцы выбрали его принцепсом (принцем, главой) по вестготскому церемониальному обряду.

## Биография
После того как король вестготов Родерих потерпел окончательное поражение от арабов, остатки вестготской армии отступили в Астурию. Здесь же укрылись магнаты южной и центральной Испании, а также часть епископов. Под защитой гор, среди ущелий и пещер, очень удобных для обороны, они были готовы дать решительный отпор врагам. Однако сообщение о гибели Родериха заставило их подумать о необходимости избрать ему преемника. Они остановили свой выбор на Пелайо. Вот как это событие описано в летописи:
И он [Пелайо], отправился в горы, собрал всех людей, имевших право голоса, и поднялся на высокую гору Ассеува (лат. Asseuua). Он повелевал всем астурийцам, собравшимся на совет, и они избрали его своим принцепсом.
Приняв власть в такое трудное время, молодой Пелайо поначалу не мог добиться успеха, так как войско его было очень немногочисленно. С приближением арабов Пелайо удалился в предгорья Пикос-де-Эуропа (714). Здесь христиане успешно боролись с врагами. Пелайо отступил в горы и в битве в долине Ковадонги (718) разгромил высланный против него отряд под командованием арабского военачальника Алькамы. Сам Алькама был убит в сражении.
Небольшая победа христиан в долине Ковадонги имела очень большое значение, хотя решала судьбу лишь небольшой территории. После неё арабы ушли из северо-восточной Астурии. Так было положено начало Реконкисте — многовековой войне испанцев за изгнание мусульман. Все попытки Кордовских эмиров захватить Астурию были отражены Пелайо.
Постепенно он смог расширить своё королевство, выдав свою дочь Эрмезинду замуж за сына герцога Педро Кантабрийского, своего восточного соседа. Именно зять Пелайо, будущий третий король Астурии Альфонсо I станет тем лидером, который сумеет объединить земли и своего отца (герцогство Кантабрия), и тестя (Астурия) и ряд соседних областей, включая Галисию и Леон.

## Хроника Альфонсо III
Имя Пелайо упоминается в нескольких христианских источниках. Например, согласно «Хронике Альфонсо III», Пелайо происходил из благородной вестготской семьи, сын герцога Фавилы. Король Витица поручил своим придворным убить отца Пелайо. Витица, как и его отец, стремился укрепить свою власть, что в конце концов привело его к столкновению с той же знатью. Результатом стало возникновение заговора. Его возглавил Пелайо (Пелагий). Теперь сын выступил мстителем за отца. Правда, заговор провалился, и Пелайо пришлось бежать на север, в Астурию, где у него были друзья. Но и там он не чувствовал себя в безопасности, поэтому вскоре отправился в Иерусалим. Когда Витица умер и на трон взошёл Родерих, Пелайо вернулся на родину, где новый король поручил ему командование личной охраной. Пелайо принимал участие в битве при Гвадалете (19 июля 711 года). После поражения вестготы сначала укрылись в Толедо, а после падения города (714) — бежали во Францию. Пелайо же вернулся в Астурию для охраны королевских сокровищ.
Появление первых отрядов арабских завоевателей на севере Пиренейского полуострова происходит в 712—714 годах. Пройдя через Тарнский перевал, арабы переправились через реку Налон и заняли город Лукус Астурум (недалеко от нынешнего городка Луго-де-Льянера и города Хихон). Остальные астурийские города приняли власть победителей, так же поступили и члены семьи Пелайо. Сам Пелайо отправился в Леон и встретился с арабским военачальником Мунузой, мусульманским правителем северных регионов оккупированной страны, который принял его благосклонно и поручил управление городами в Астурии.
В 718 году Пелайо возглавляет первое восстание против арабов. Причиной восстания, возможно, стала кража сестры Пелайо губернатором Мунузой, которому девушка очень понравилась. Мятеж был подавлен, Пелайо схвачен и отправлен в Кордову. Но ему удалось бежать и вернуться в Астурию, где он организовал второе восстание, после разгрома которого астурийскому вождю пришлось скрываться в горах, откуда он продолжал совершать вооружённые вылазки и беспокоить захватчиков. В 722 году Мунуза приказал губернатору Астурии Алькаме отправить отряд для захвата Пелайо. Арабы направились в Бреце (лат. Brece, ныне — территория муниципалитета Пилонья), где атаковали мятежных астурийцев. Пелайо укрылся в ущелье Ковадонга, где произошла решительная битва (битва при Ковадонге), в результате которой отряд Алькамы был разбит, а сам Алькама погиб. Узнав о поражении отряда, Мунуза пытался бежать из Астурии в Леон, но астурийцы догнали беглецов и уничтожили их.

## Современная историография
В настоящее время историки придерживаются мнения, что движение Реконкисты началось в провинции Asturiensis, о существовании которой свидетельствуют следующие источники:
- Ордо querimonie, автобиография, которую написал Сан-Валерио из Бьерса во второй половине VII века, указывает, что он был родом из провинции «Asturiensis», «горная, непроходимая местность, где скалы покрыты густой растительностью».
- Anónimo de Rávena, текст XVII века, в котором говорится, что «Asturia» была одной из восьми провинций Испании (ранее их было только шесть).
- Материалы XIII Толедского совета, в которых зафиксировано наличие восьми герцогств (provinciae Duces), то есть в два раза больше, чем в другие времена.
- В «Хронике Альфонсо III», точнее в редакции, называемой «Хроника Роды», говорится о том, что арабы назначили губернаторов во всех завоёванных провинциях («Per omnes prouincias Spanie prefectos posuerunt»), и, в частности, Мунуза был назначен правителем провинции «Asturiensis».

Среди учёных, изучающих историю вестготов, мнение о реальном существовании этого герцогства является общепринятым; новой в настоящее время является версия, что Пелайо может быть сыном Фафилы, герцога Asturiensis (Астурии): в «Хронике Альбельды», которая была составлена в Овьедо во времена короля Астурии Альфонсо III Великого отмечается, что Favila (или Fafila) был отцом Пелайо и был убит Витицей в правление вестготского короля Эгики.
Если принять эту версию, то появляются очень удовлетворительные объяснения как происхождения королевства Астурия, так и личности самого Пелайо. Известно, что на закате вестготского королевства герцоги всё больше и больше усиливали власть в своих доменах, которые постепенно превращались в протогосударственные образования. Это объясняет, почему Пелайо бежал во владения своего отца, после того как Витица убил последнего. «Хроника Альбельды» прямо указывает, что Пелайо искал убежище в Астурии, спасаясь от Витицы, а не от мусульман: «Пелайо был первым правителем в Астурии, в городе Кангас, и правил в течение восемнадцати лет. А в Астурию он прибыл, как мы уже сказали выше, будучи изгнанным королём Витицей из Толедо». Становится понятно, почему в завещании Альфонсо III некоторые города, такие как Tiñana, упомянуты как основные владения Пелайо, и почему солдаты, которых прислал Мунуза для захвата Пелайо, прибыли в его поисках в Бреце («Хроника Роды»). Понятно, почему Мунуза хотел взять сестру Пелайо себе в жёны («Хроника Роды»): таким образом он хотел породниться с потомками последнего законного правителя Астурии, герцога Фавилы.

Если провинция Asturiensis (Астурийская) существовала, то это значительно сужает диапазон возможностей для существования предполагаемого герцогства Фавилы: он не может быть герцогом ни Галисии, ни Кантабрии, потому что тогда Пелайо искал бы убежища в этих землях, у клиентов своего отца, а не между астурами, а астуры — это никто иные, как жители провинции Asturiensis. Таким образом, по мнению указанных авторов, Пелайо возглавил сопротивление маврам, находясь в одной из провинций древнего Толедского королевства: подъём и, наконец, триумфальное сопротивление одной из провинций против мусульманской власти. Необходимо уточнить, что поскольку в последние годы существования вестготского королевства местные герцоги поощряли центробежные тенденции в своих владениях, то, если бы не было мусульманского вторжения на Пиренейский полуостров, вестготское государство несомненно ждал бы распад

Таким образом, к началу VIII века путь к распаду централизованного Толедского феодального государства на несколько территориальных герцогств, казалось, уже был полностью открыт. И только несчастный случай в виде арабского вторжения в 711 году смог предотвратить распад, всего за мгновение до того, как он должен был произойти. — Luis A. García Moreno. Historia de la España Visigoda, Madrid, 1989

## Был ли Пелайо астурийцем

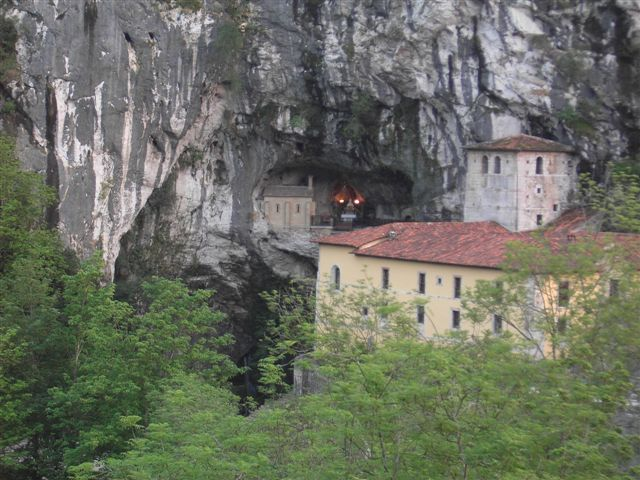
Пещера в ущелье Ковадонга, в которой скрывался Pelayo

Хроники Альбельды и Роды, которые были написаны на заключительном этапе существования королевства Астурии (IX век), утверждают, что, находясь на службе при вестготском королевском дворе в Толедо, Пелайо был телохранителем последнего вестготского короля Родериха. Однако некоторые историки поставили это утверждение под сомнение, особенно после публикации произведений Абилио Барберо и Марсело Вигиля: по их версии, за несколько лет до этого, когда страной правил король Вамба, в Астурии произошло восстание астуров против вестготов, и было бы странно, если бы новый вестготский король, спустя всего двадцать лет после этого восстания, поручил свою охрану представителю мятежного народа, да ещё в неспокойное время противостояния с новым врагом — мусульманами. С другой стороны, даже самые романизированные регионы вестготского королевства, такие как Андалусия и Таррагона, выражали крайнее нежелание распада централизованного государства, и большая часть местной аристократии в лице таких графов как Теодомиро или Касио, охотно приняла новую центральную власть Омейядов в обмен на сохранение своего статуса. Даже вдова Родериха, Эгилона, согласилась стать женой Абд-аль-Азиза, первого правителя «Аль-Андалуса».

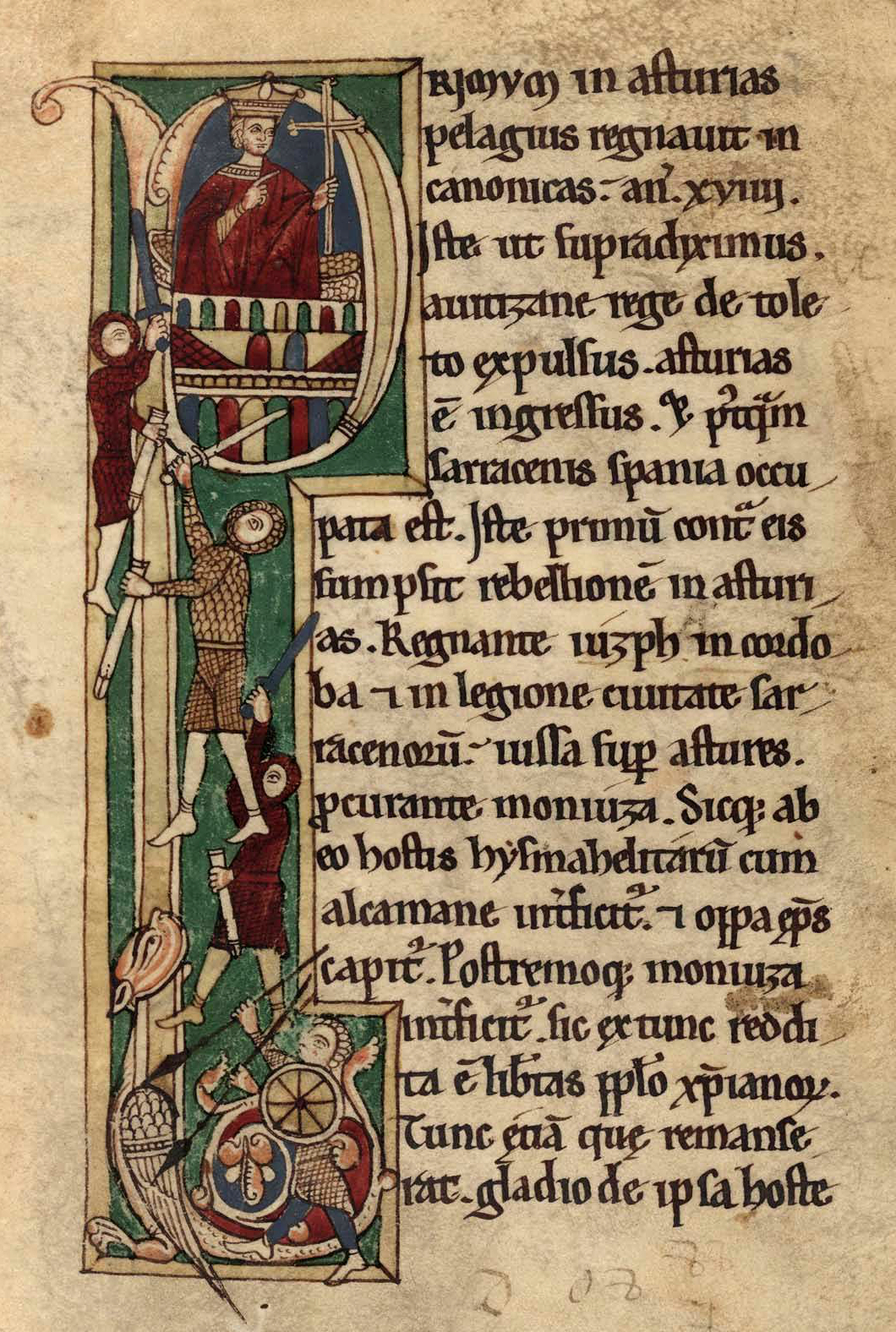
Дон Пелайо в битве при Ковадонге на иллюстрации XII века, том 23 из манускрипта 2805 в Национальной библиотеке Испании. Одна из копий с оригинала «Corpus pelagianum», автор Пелайо из Овьедо, выполненная с прототипа (включая миниатюры), возможно, сделанного в скриптории этого же епископа. Корона соответствует образцам конца XI века, такого же типа, какой увенчан монарх в центре лунных таблиц манускрипта 17 колледжа Св. Иоанна в Оксфорде (прим. 1080—1100), такие как «Liber testametorum».

В первых астурийских летописях, таких как «Хроника Альбельды», вопрос генеалогии Пелайо не раскрывается, но просто утверждается, что Пелайо, будучи сыном герцога Фафилы, был готического происхождения (?). Первые документы, в которых излагается предполагаемая родословная Пелайо и указывается, что он, якобы, является потомком Хиндасвинта (например, «Всеобщая история Испании», написанная при короле Альфонсо X Мудрого), появились на свет спустя пять веков после описываемых событий. Поэтому, скорее всего, неоготическая теория происхождения предков была усиленно поощряема королями Астурии Альфонсо II и Альфонсо III, потому что она «опровергала» их местное, астурийское, происхождение и «доказывала» прямую связь королевства Астурии с государством вестготов, легитимизируя тем самым имперские амбиции тех, кто во время написания этих хроник уже провозгласил себя королями Леона и Кастилии.
На самом деле антропоним Пелайо имеет не германское происхождение (в отличие от имён всех вестготских королей), но происходит от греческого πελάγιος (морской), что указывает на испано-романские корни персонажа. Кроме того, это имя было очень распространено среди жителей северо-западной Испании.
Христианские и исламские летописи единодушно изображают Пелайо как человека, тесно связанного с Астурией и имеющего солидное недвижимое имущество в этом регионе. В завещании короля Альфонсо III, которое монах Флорес включил в свою книгу «Священная Испания», упоминается, что Пелайо имел земли в Тиньяне (Сьеро), недалеко от города Лукус Астурум, одном из самых важных астурийских городов римской и доримской эпохи. В «Хронике Роды» говорится, что после своего бегства из Кордовы Пелайо нашёл убежище в (Пилонье) в самом центре территории лугонов (arganticaeni luggones), вблизи от главного города лугонов — Paelontium (Belonciu).
Кроме того, мусульманские авторы Аль-Маккари и Ибн Хальдун (соответственно, XV и XIV веков) пишут об астурийском происхождении Пелайо, причём первый из них, описывая события в Ковадонге, использует такие слова, как «дикий осёл»; вряд ли авторы стали бы так писать о представителе готической аристократии; скорее, автор видит в Пелайо грубого вождя горного племени, выросшего вдали от центров изысканной римско-вестготской культуры; эти тексты, в которых чувствуется обида и принижение противника, написаны спустя восемь веков после событий, да ещё и в Египте, оставляют место для сомнений относительно их объективности — скорее это набор легенд и рассказов людей, настроенных против Пелайо, к тому же, усиленный неудачами арабов в результате последовавшей Реконкисты. Ибн аль-Асир рассказывает, как Муса атакует противника, грабит и разрушает церкви и колокольни, Аль-Нувайри упоминает некую «скалу Пелайо», которую захватил Муса во время похода 712—714 годов; историки идентифицируют это место с холмом Санта-Каталина, на котором находится город Хихон. Если этот холм летописец увязывает с именем Пелайо, то можно предположить, что в то время Пелайо был правителем этого города, даже если сделать скидку на то, что автор не был свидетелем давних событий, а просто излагал на бумаге устные рассказы, которые дошли до него из глубины веков.
Любопытно, что все известные факты из жизни Пелайо происходят в тех местах, где люди жили ещё задолго до прихода римлян, о чём свидетельствует множество найденных мегалитических памятников доримской эпохи. Например, в местечке Абамия недалеко от Кангас-де-Онис сохранился надгробный дольмен, датируемый 4000-2000 до н. э. А надгробие Фавилы, сына Пелайо, в церкви Санта-Крус, очень похоже на ритуальные могильники древних вождей племени астуров.
Последнее пристанище Пелайо в Ковадонге также демонстрирует черты соблюдения старинных ритуалов. Само название места связано с культом Девы (на кельтском языке «донга» означает «донна»), то есть река названа в память девы, прыгающей со скалы (из пещеры), что представляет собой образец христианизации местного языческого культа.
И, наконец, нельзя не упомянуть тот факт, что передача власти в кругу астурийских монархов проводилась в соответствии с правилами, имеющими кельтское происхождение, сохранившими отголоски более древней матриархальной традиции: у астуров жена часто передавала свои наследственные права мужу; именно так это произошло с Альфонсо I Католиком и Сило, которые получили королевские права от своих жён — Эрмезинды и Адозинды, соответственно. Только в более позднее время, начиная с Рамиро I Астурийского, окончательно установилась преемственность прав исключительно по отцовской линии.

## Восстание и отвоеваниеГигии(ныне — Хихон)

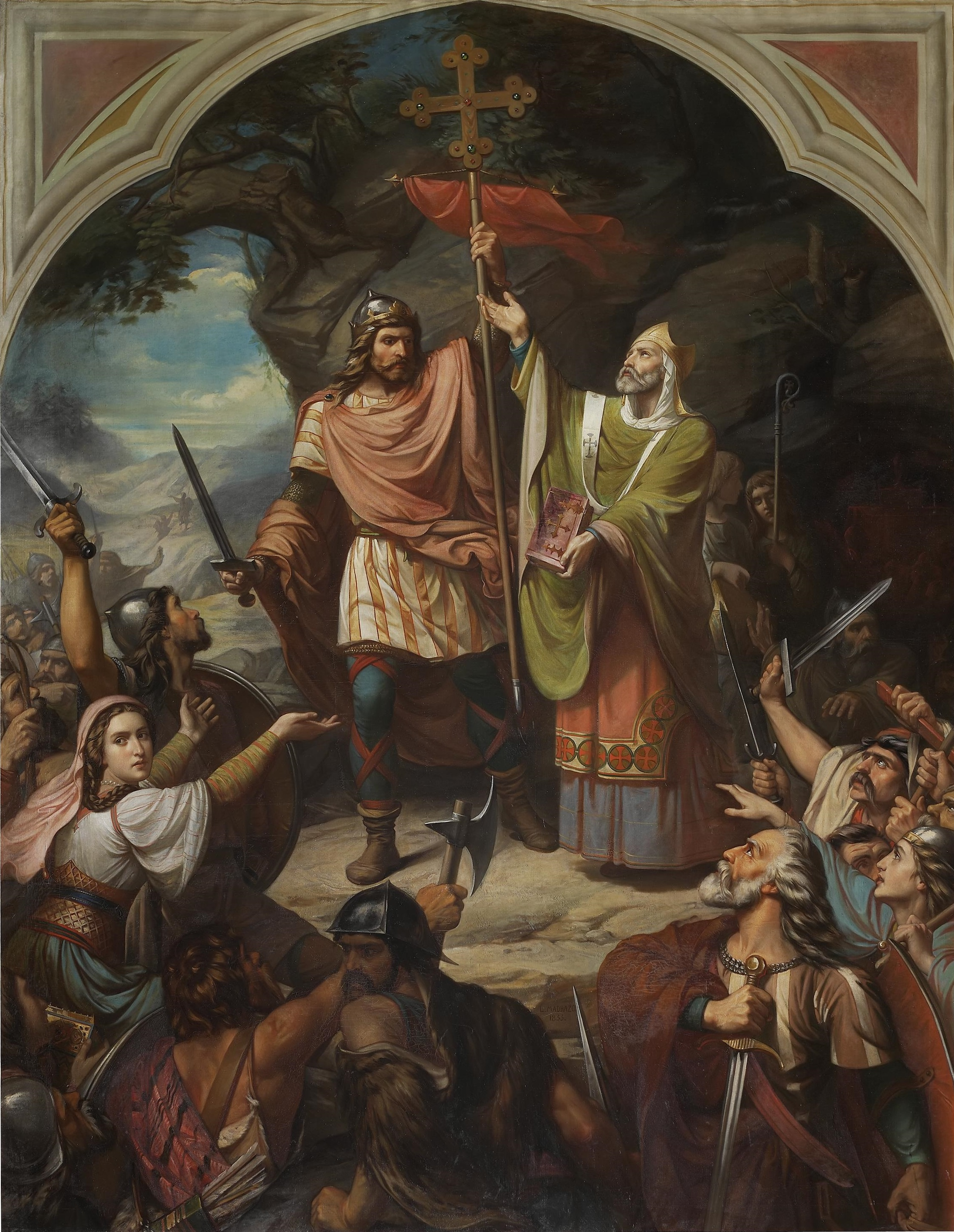
Король Пелайо в Ковадонге, худ. Luis de Madrazo. 1855. (Прадо, Мадрид).

После того как в 714 году арабы под предводительством Мусы вторглись в Астурию, вождю берберов Мунузе было поручено ведение военных и гражданских вопросов в северных регионах полуострова. По его приказу в Хихоне был размещён мусульманский гарнизон, и по всем дорогам были направлены отряды для подавления оставшихся очагов сопротивления. Астурийским благородным семьям, в том числе семье Пелайо, пришлось отправить в Кордову родственников в качестве заложников в знак полного подчинения новой власти. Но в 717 или 718 году Пелайо вернулся в горы Астурии, где его избрали принцепсом. Местом своего пребывания в Астурии Пелайо выбрал местечко Пилонья, откуда начал проводить вооружённые вылазки против арабов. В 722 году Мунуза отправил в Пилонью карательный отряд, но Пелайо, взяв с собой несколько человек, отошёл к горе Аусева, где стал дожидаться прибытия мавров. Наконец, в ущелье Ковадонга произошло сражение, в котором мусульманский отряд был разбит.

Пелайо на щите города Хихон

Согласно летописям, узнав о разгроме, Мунуза поспешно покинул Хихон, вероятно, опасаясь, что слухи о поражении арабов спровоцируют восстание в городе. Он намеревался уйти из Астурии через горный перевал Пуэрто-де-ла-Меза, но астурийцы, выйдя из ущелья Ковадонги, ускоренным маршем заняли перевал и дали арабам бой, в котором Мунуза был убит. Это произошло недалеко от нынешней деревушки Санто-Адриано. После этого Пелайо с отрядом, не встречая сопротивления, вступил в Хихон, где, услышав о его победах, к нему присоединилось много христиан. Но Хихон не стал столицей Астурийского королевства. Сначала центр королевства находился в Кангас-де-Онис, затем в городке Правиа, и, наконец, Альфонсо II перенёс столицу своих владений в Овьедо. Важное значение гибели Мунузы состоит ещё и в том, что он занимал высший командный пост новой власти на севере страны, поэтому его смерть привела к изменениям в военной организационной структуре всего Аль-Андалуса.
Хроники, составленные в поздние века, утверждают, что Мунуза не погиб в сражении, а вёл в дальнейшем вполне благополучное существование, командовал пограничными войсками в таких же горных районах, но в восточных Пиренеях. Там он женился на дочери герцога Аквитанского и в союзе с франками и при поддержке тестя возглавил мятеж против центральной власти, замыслив создать альтернативное мусульманское государство, расположенное в стратегически важном регионе Пиренейских гор. Мятеж, однако, был подавлен карательной экспедицией, отправленной эмиром Аль-Андалуса.

## Увеличение территории королевства
Отвоевав Хихон, главный город равнинной части Астурии, Пелайо, тем не менее, не остался в этом городе, а удалился в более труднодоступный Кангас-де-Онис, возможно, опасаясь внезапных действий со стороны арабов. В принципе, владения Пелайо простирались не далее центральных и восточных районов нынешней Астурии; согласно «Хронике Альбельды», речь идёт о территории между Хихоном и Ковадонгой (Gegione и Covadonga Civitate). Преемники первого короля, Альфонсо I Католик и Фруэла I Жестокий уже могли проводить политику захвата небольших соседних владений (например, графства Трасмьера или Сопуэрта), расширив территорию Астурийского королевства до Галисии и Бискайи.

## Семья
- Жена: Гаудиоса[исп.]
- Дети:
  - Фавила (ок. 715 — июнь 739), король Астурии с 737 года
  - Эрмезинда (ок. 725 — ?); муж: Альфонсо I (ок. 705—757), король Астурии с 739 года

## Смерть и погребение
Король Пелайо умер в 737 году в городе Кангас-де-Онис, где располагался его двор. Тело короля было погребено в церкви Санта-Эулалия-де-Абамиа в местечке Абамия, где ранее была погребена его жена королева Гаудиоза. Но ныне обе могилы пусты, потому что по повелению короля Альфонсо X Мудрого их останки были перенесены в ущелье Ковадонга, место бессмертного подвига Пелайо, где и упокоены в специально сооружённой католической церкви Санта-Куэва-де-Ковадонга.